# Stazione di Verbania-Pallanza
La stazione di Verbania-Pallanza è una stazione ferroviaria della linea ferroviaria Domodossola-Milano, posta nei pressi della frazione verbanese di Fondotoce a circa 7 km dal centro di Pallanza.

## Storia
La stazione fu denominata "Pallanza" fino al 1939, dal nome dell'ex comune autonomo: in quell'anno la denominazione venne mutata in "Verbania"; già nel 1940, tuttavia, il nome mutò nuovamente in "Verbania-Pallanza", anche se si trova a Fondotoce.

## Strutture e impianti
La gestione della stazione e dei suoi impianti è di competenza di RFI.
La stazione è posta alla progressiva chilometrica 26+074 della linea Domodossola-Milano.
Il piazzale è composto da due binari, impiegati dai treni provenienti dalla direzione Milano oppure da Domodossola.

## Servizi
La stazione dispone di:
- Biglietteria a sportello
- Biglietteria automatica
- Sala d'attesa
- Servizi igienici
- Bar
- Telefono pubblico

## Interscambi
- Fermata autobus
- Stazione taxi

## Movimento
La stazione è servita dai regionali di Trenord nell'ambito del contratto stipulato con le regioni Piemonte e Lombardia. In dettaglio è servita dai treni (R) Regionali di Trenitalia sulla linea Domodossola - Milano e dai treni (RE4) RegioExpress di Trenord sulla linea Domodossola - Milano Centrale.